# 约翰·奥尔德里奇
约翰·威廉·奥尔德里奇（英語：John William Aldridge，1958年9月18日—）是前足球运动员及教练，出生于英格兰利物浦，代表爱尔兰国家足球队参加国际比赛。奥尔德里奇共打进330粒进球，为英国足球历史进球榜上排名第六。